# Leopold Wenzel
Leopold Wenzel   (Nàpols, 23 de gener de 1847 - Asnières-sur-Seine, 21 d'agost de 1923), fou un compositor i director d'orquestra francès.
Va estudiar al Conservatori de la seva ciutat natal i el 1870 va ser nomenat director d'orquestra de l'Alcazar de Marsella. Naturalitzat després súbdit francès, va residir molts anys a París, i des de 1889 a Londres.

## Obres seleccionades
Ballets amb la coreògrafa Katti Lanner a l'Imperi
| - A Dream of Wealth (1889) - Cécile (1890) - Dolly (1890) - Orfeo (1891) - By the Sea (1891) - Nisita (1891) - Versailles (1892) - Round the Town (1892) - Katrina (1893) - The Girl I Left Behind Me (1893) - Brighton (Paris Olympia music hall) - Monte Cristo (1896) | - Under One Flag (1897) - The Press (1898) - Alaska (1898) - Round the Town Again (1899) - Sea-Side (1900) - Les Papillons (1901) - Old China (1901) - Our Crown (1902) - The Milliner Duchess (1903) - Vineland (1903) - High Jinks (1904). |

## Òperes
- Le Chevalier Mignon (1884, Paris)
- L'Élève du Conservatoire (1894, Paris)

## Altres Obres
- Cinder Ellen up too late (1891), un burlesc sobre el conte de fades Cinderella[5]
- An Artist's Model, una comèdia musical eduardiana (1895)[6]